# محراب‌لی (کلبجر)
محراب‌لی (ترکی آذربایجانی: Məhrablı) یک منطقهٔ مسکونی در جمهوری آرتساخ است که در استان مارتاکرت واقع شده‌است.